# Tridactylus thoracicus
Tridactylus thoracicus is een rechtvleugelig insect uit de familie Tridactylidae. De wetenschappelijke naam van deze soort is voor het eerst geldig gepubliceerd in 1844 door Guérin-Méneville.